# Zenner international
 (février 2013).
Si vous disposez d'ouvrages ou d'articles de référence ou si vous connaissez des sites web de qualité traitant du thème abordé ici, merci de compléter l'article en donnant les références utiles à sa vérifiabilité et en les liant à la section « Notes et références ».

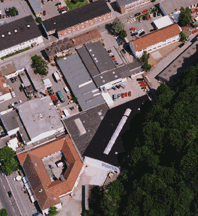
Administration centrale à Sarrebruck

Zenner international est une entreprise allemande qui fabrique et commercialise des compteurs d'eau et d'énergie thermique à l'échelle mondiale.

## Histoire
Karl Adolf Zenner fonde en 1903 une société de distribution de compteurs d'eau. En 1924, l'entreprise commence sa propre production de compteurs d'eau à Sarrebruck. Karl Adolf Zenner Jr. reprend la direction de l'entreprise en 1948. Dr Peter Zenner, petit-fils du fondateur de l'entreprise, lui succède en 1980.
En 1987, la société crée des filiales en France et en Italie, puis en 1990 en Hongrie, en 1992 en Espagne, au Vietnam et en Slovaquie et en 1993 en Pologne. La production de compteurs d'énergie thermique est lancée en 1995. Cette même année est créée une filiale en Chine, en 1997 en Namibie et au Kazakhstan, et en 2000 une deuxième en Chine.
En 2005, le groupe Zenner est repris par la société Minol ; la direction est dès lors assurée par Alexander Lehmann. À la suite de ce changement, la production et la logistique sont délocalisées à Mulda.

## Secteur d'activité
L'entreprise produit et commercialise des compteurs d'eau et d'énergie thermique. Les instruments de
mesure utilisés pour le relevé de consommation, le contrôle de fuites et la technologie systèmes sont vendus dans le monde entier dans plus de 90 pays. L'entreprise est représentée par ses propres filiales dans une quinzaine de pays.

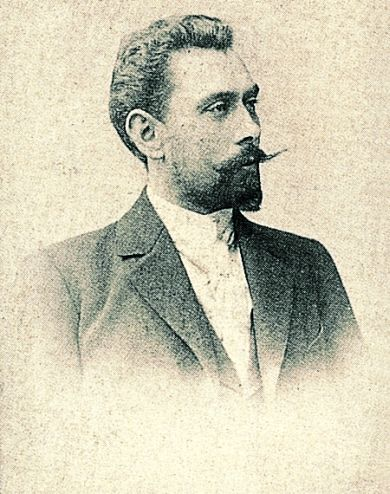
Karl Adolf Zenner

## Établissements
Le siège social de l'entreprise est à Sarrebruck depuis 1903, où se trouvent les centres administratif, commercial et de développement. Depuis 2005, la production et la logistique sont concentrées à Mulda.
Implantations et filiales de Zenner dans le monde :
- Zenner international (Sarrebruck, Allemagne)
- Zenner international (Mulda, Allemagne)
- Compteurs Zenner (Limoges, France)
- Zenner España (Madrid, Espagne)
- Minol Zenner (Nizza Monferrato, Italie)
- Zenner Polska (Varsovie, Pologne)
- Zenner Magyarorszag (Budapest, Hongrie)
- Zenner International (Sofia, Bulgarie)
- Bel Zenner (Minsk, Biélorussie)
- Minol Energosbereshenije (Tioumen, Russie)
- Zenner Vodopribor (Moscou, Russie)
- Zenner Zentr Sankt-Petersburg (Saint-Pétersbourg, Russie)
- Zenner Aktobe (Aktioubé, Kazakhstan)
- Zenner Aquamet India (Faridabad, Inde)
- Zenner-Coma (Hanoi, Vietnam)
- Zenner Beijing (Pékin, Chine)
- Zenner Fuzhou (Fuzhou, Chine)
- Zenner Meters (Shanghai, Chine)
- Zenner International (Asuncion, Paraguay)
- Zenner International (Bogota, Colombie)
- Zenner do Brasil (Novo Hamburgo, Brésil)

## Produits
- Compteurs d'eau : 
  - Compteurs à jet unique et à capsule pour appartement dans les dimensions Qn 1,5 et Qn 2,5 m³/h.
  - Compteur à jets multiples pour raccordement domestique dans les dimensions Qn 1,5 à Qn 15 m³/h.
  - Compteur Woltman pour la saisie métrique du débit de canalisations dans les dimensions Qn 15 à Qn 600 m³/h.

- Compteurs de chaleur et hybrides :
  - Compteurs de chaleur compacts pour appartement dans les dimensions Qn 0,6 à Qn 2,5 m³/h.
  - Compteurs de chaleur à éléments séparés pour tous les débits plus élevés.